# Drei rauhe Gesellen
Drei rauhe Gesellen (auch Drei ehrliche Banditen) ist ein US-amerikanischer Western aus dem Jahr 1926 von John Ford nach dem 1917 erschienenen Roman Over the Border von Herman Whitaker.

## Handlung
Siedler und Goldsucher strömen während des „Dakota-Booms“ 1870 in die Gebiete der Sioux-Indianer. Mike Costigan, Bull Stanley und Spade Allen schließen sich einem Treck an. Die Männer sind Pferdediebe, entschließen sich aber, die reinrassigen Pferde der jungen Lee Carton, deren Vater bei einem Angriff von Verbrechern getötet wurde, nicht zu stehlen. Im Gegensatz wollen sie die Frau und ihren Freund Dan O’Malley beschützen.
Mike, Bull und Spade geleiten den Treck durch das Gebirge. Lee und Dan werden von Layne Hunter, einem korrupten Sheriff, und dessen Bande verfolgt. Die drei früheren Banditen werden einer nach dem anderen von Hunters Männern getötet, doch auch Hunter kommt letztendlich bei einer Schießerei ums Leben.

## Kritiken
„Atmosphärisch echt, packend geschildert, mit dokumentarischen Zügen. Fesselnde Unterhaltung.“

## Hintergrund
Der Film wurde am 13. August 1926 uraufgeführt und kam in Deutschland unter dem Titel 3 ehrliche Banditen in die Kinos. Am 15. Februar 1975 wurde er erstmals als TV-Premiere im dritten Programm des Bayerischen Rundfunks ausgestrahlt.
Gedreht wurde die Produktion der Fox Film Corporation in Wyoming und in der kalifornischen Mojave-Wüste.
2007 wurde eine Fassung veröffentlicht, die mit Musik von Dana Kaproff vertont wurde.